# Belle (ordinateur d'échecs)
Pour les articles homonymes, voir Belle.
Belle est le nom d'un programme d'échecs et de l'ordinateur dédié sur lequel il tournait. Il a été développé par Joe Condon et Ken Thompson aux Laboratoires Bell dans les années 1970 et 1980.
Belle est le premier ordinateur construit dans le seul but de jouer aux échecs, il est le plus fort programme de son époque et atteint le classement Elo de 2250 et le niveau de maître international (USA) officiellement en 1983. Grâce au matériel dédié pour le générateur de coups et l'évaluation de la position, Belle était capable de calculer 160 000 positions par seconde.
Belle a gagné le championnat du monde d'échecs des ordinateurs en 1980 et le championnat d'échecs Nord-Américain des ordinateurs organisé par l'ACM en 1978, 1980, 1981, 1982 et 1986.
En 1982, Belle est confisqué par le Département d'État des États-Unis à l'aéroport international John-F.-Kennedy alors qu'il était en partance pour l'URSS en vue de participer à un tournoi d'échecs. La raison invoquée était qu'il s'agissait d'un transfert de technologie illicite vers un pays étranger. Belle fut restitué par les douanes après un mois et 600 dollars d'amende.